# スプリント (ミサイル)
スプリント
発射されるスプリント
- 用途：弾道弾迎撃
- 分類：地対空ミサイル、弾道弾迎撃ミサイル
- 製造者：マーティン・マリエッタ
- 運用者： アメリカ合衆国（アメリカ陸軍）
- 運用開始：1975年
- 退役：1976年
- 運用状況：退役

スプリント (Sprint) は、アメリカ合衆国が開発した弾道弾迎撃ミサイル。二段式固体燃料式のミサイルであり、短距離における弾道ミサイル防衛を目的とした。1975年から1976年までの短期間、実戦配備された。

## 概要
1960年代にセンチネル計画の名称で、開発が開始され、センチネル計画終了後はセーフガード計画により開発が継続された。高層迎撃用のナイキスパルタンと共に使用され、大気圏外でスパルタンミサイルが撃ちもらした目標を大気圏内において撃破する。
弾頭部分にW66放射線強化核弾頭を装備し目標の電子機器や核弾頭を中性子線により無力化する。
スプリントは円錐の形状をしており、地下のミサイルサイロより発射される。その後、再突入の最終段階である大気圏内で目標を撃破するため100 Gの加速度でマッハ10まで加速する。誘導方式は、地上よりの無線指令誘導であり、起爆も地上からの指令による。
1972年に所期の性能を獲得、1975年にナイキスパルタンとともに、弾道弾迎撃ミサイル制限条約の制限下でノースダコタ州に配備されたが、1976年2月に退役した。

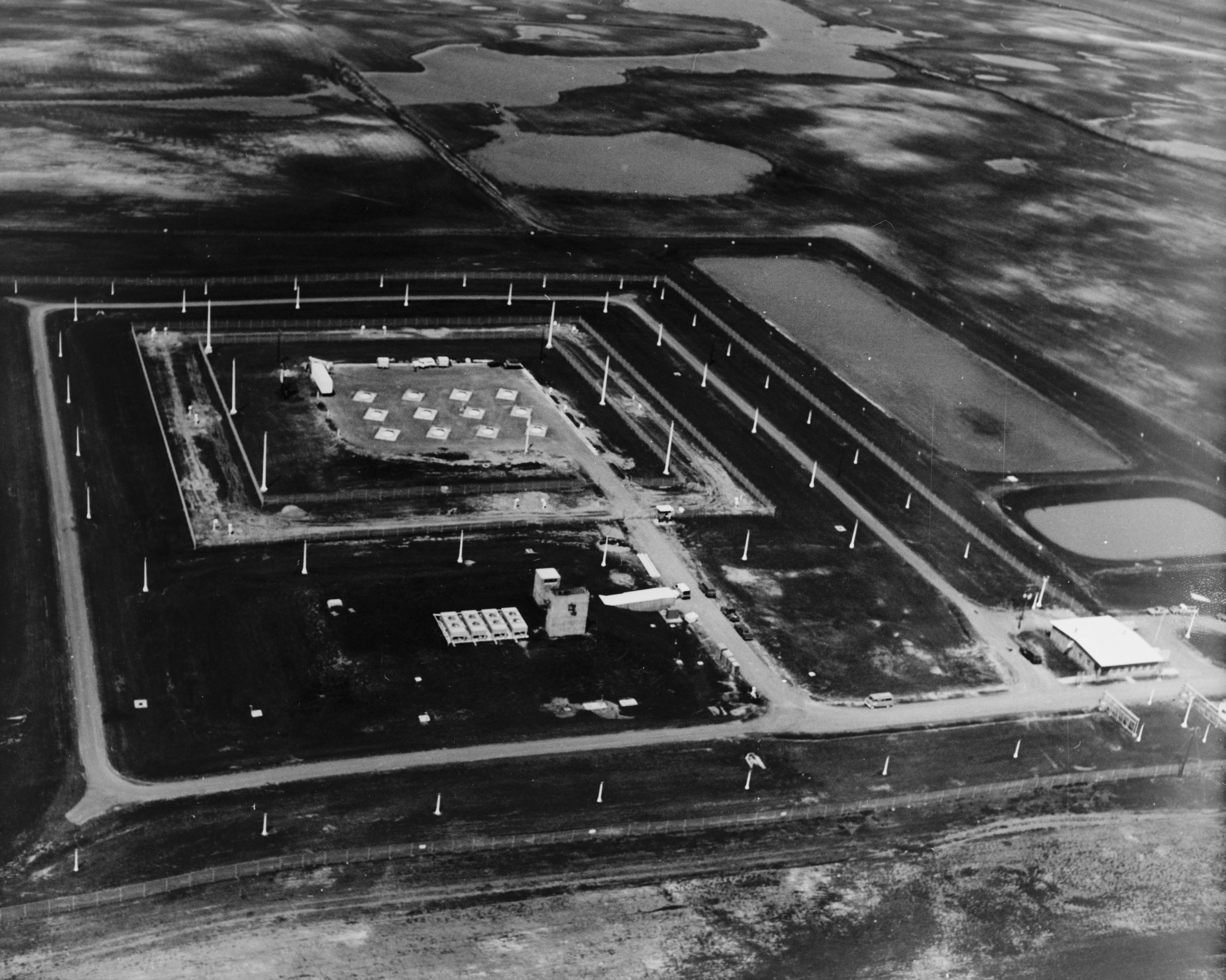
スプリントミサイル発射サイト

## 仕様
- 製造者：マーティン・マリエッタ
- 全長：8.20 m
- 直径：1.35 m
- 2段式固体燃料ロケット・モーター
- 第一段：Hercules X-265 2900 kN (650,000 lbf)
- 第二段：Hercules X-271
- 射程：40 km
- 到達高度：30 km
- 最大速度：マッハ10
- 誘導方式：無線指令誘導
- 弾頭：W66放射線強化核弾頭
- 作戦配備初年度：1975年
- 退役年度：1976年